# Marabá
Marabá je grad i općina u istočnom Brazilu, u državi Pará. Status grada je dobio još 1913. godine. Po popisu iz 2010. godine, ova općina ima 233.462 stanovnika na površini od 15.092,268 km².